# فيفاندي
فيفاندي (بالفرنسية: Vivendi SA)‏ (المعروفة سابقا باسم فيفاندي يونيفرسال) هي شركة أم فرنسية متعددة التخصصات حيث لها شركات كثيرة تعمل في مجال الموسيقى والتلفزيون والسينما والنشر والاتصالات السلكية واللاسلكية والانترنت وألعاب الفيديو. يقع مقرها الرئيسي في باريس. تملك مجموعة يونيفرسال الموسيقية وجروب كانال ووكالة هافاس وإيديتس وقرية فيفاندي وموقع الويب الشهير ديليموشن، وللشركة أنشطة في الموسيقى والتلفزيون والأفلام وألعاب الفيديو ونشر الكتب والاتصالات والتذاكر وخدمات استضافة الفيديو.

## تاريخ

### الأصول
في 14 ديسمبر 1853، تم إنشاء شركة مياه تسمى الشركة العامة للمياه بموجب مرسوم إمبراطوري من نابليون الثالث. في عام 1854، حصلت الشركة العامة للمياه على امتياز من أجل توفير المياه للجمهور في ليون، حيث عملت بهذه الصفة لأكثر من مائة عام. في عام 1861، حصلت على امتياز لمدة 50 عامًا مع مدينة باريس. كما زودت الشركة العامة للمياه بالمياه لنانت والبندقية (من 1880) والقسطنطينية (من 1882) وبورتو (من 1883). لأكثر من قرن، ظلت الشركة العامة للمياه تركز إلى حد كبير على قطاع المياه.
بعد تعيين جاي دجواني كرئيس تنفيذي عام 1976، وسعت مجموعة الشركة العامة للمياه أنشطتها لتشمل قطاعات أخرى بسلسلة من عمليات الاستحواذ. ابتداءً من عام 1980، بدأت الشركة العامة للمياه في تنويع عملياتها من المياه إلى إدارة النفايات والطاقة وخدمات النقل والبناء والممتلكات. استحوذت على الشركة العامة لمؤسسات السيارات المتخصصة في المركبات الصناعية، والتي تم تقسيمها لاحقًا إلى فرعين: كونيكس (لاحقًا فيوليا ترانسبورت) في 1999 وبيئة أونيكس (لاحقًا فيوليا للخدمات البيئية) في 1989. استحوذت الشركة العامة للمياه بعد ذلك على الشركة العامة للمياه، ولاحقًا مجموعة مونتيناي، وأصبحت هذه الشركات فيما بعد قسم خدمات الطاقة في الشركة العامة للمياه، ثم أعيدت تسميتها لاحقًا باسم «دالكيا» في عام 1998.
في عام 1983، ساعدت الشركة العامة للمياه في تأسيس كانال+، أول قناة تلفزيونية مدفوعة في فرنسا، وفي التسعينيات، بدأوا في التوسع في الاتصالات السلكية واللاسلكية ووسائل الإعلام، خاصة بعد أن نجح جان ماري ميسيير في جاي ديجواني في 27 يونيو 1996، واستحوذ على شركات مثل استوديو بابلسبيرج.[بحاجة لمصدر] في عام 1996، أنشأت الشركة العامة للمياه شركة نيوف سيجيتيل للاستفادة من تحرير سوق الاتصالات الفرنسية في عام 1998، مما أدى إلى تسريع الانتقال إلى قطاع الإعلام الذي بلغ ذروته في عام 2000 بفك الاندماج بين فيفاندي يونيفرسال وبيئة فيفاندي (فيوليا).[بحاجة لمصدر أفضل]

### إنشاء «فيفاندي»
في عام 1998، غيرت الشركة العامة للمياه اسمها إلى فيفاندي، وباعت أقسام الممتلكات والبناء في العام التالي إلى ما أصبح يُعرف باسم فينشي. واصلت فيفاندي الاستحواذ على حصص أو الاندماج مع اتصالات المغرب وهافاس وبرامج كيندانت وجروبو أنايا ونت هولد، وهي شركة أوروبية كبرى لمشغل القنوات التلفزيونية المدفوعة الأجر. ابتداءً من عام 1998، أطلقت فيفاندي قنوات رقمية في إيطاليا وإسبانيا وبولندا والدول الإسكندنافية وبلجيكا وهولندا.
في يونيو 1999، اندمجت فيفاندي مع باثى، حيث تم تحديد نسبة التبادل للاندماج بثلاثة أسهم فيفاندي مقابل كل سهمين من أسهم باثى. وقدرت صحيفة وول ستريت جورنال قيمة الصفقة بـ 2.59 مليار دولار أمريكي. بعد اكتمال الاندماج، احتفظت فيفاندي بمصالح باثى في مجموعة البث البريطانية سكاي بي إل سي والقناة، وهي شركة بث فرنسية، ثم باعت جميع الأصول المتبقية إلى شركة فورنييه القابضة المملوكة لعائلة جيروم سيدو، والتي غيرت اسمها إلى باثى.
تم إنشاء فيفاندي العالمية في 8 ديسمبر 2000 بدمج إمبراطورية فيفاندي الإعلامية مع شبكات كانال+ التلفزيونية والاستحواذ على الأصول الإعلامية للشركة الكندية شركة سيجرام المحدودة، مالكة الاستديوهات العالمية.
استحوذت فيفاندي العالمية على إم بي3.كوم والناشر الأمريكي الرائد هوتون ميفلين في عام 2001. لجمع الأموال، باعت فيفاندي العالمية أعمالها التجارية والنشر الطبي لمجموعة بقيادة سينفين.

### بيئة فيفاندي
تأسست بيئة فيفاندي في عام 1999 من قبل فيفاندي لتوحيد أقسامها البيئية، والتي كانت الشركة العامة لمؤسسات السيارات وبيئة أونيكس (الآن فيوليا للخدمات البيئية) وقسم دالكيا والشركة العامة للمياه. نتيجة لذلك، تم تغيير اسم الشركة العامة لمؤسسات السيارات إلى كونيكس (لاحقًا فيوليا للنقل)، وتمت إعادة تسمية قسم المياه في الشركة العامة للمياه باسم مياه فيفاندي (الآن مياه فيفاندي). في يوليو 2000، تم بيع بيئة فيفاندي من خلال إطلاق سوق الأوراق المالية في باريس ولاحقًا في نيويورك في أكتوبر 2001. في البداية، احتفظت فيفاندي العالمية بحصة 70% في بيئة فيفاندي في عام 2000، ولكن بحلول ديسمبر 2002، تم تخفيضها إلى 20.4%. في عام 2003، تم تغيير اسم بيئة فيفاندي إلى فيوليا للبيئة.

### خسارة الشركات
كشفت شركة فيفاندي العالمية عن خسارة مؤسسية قدرها 23.3 مليار يورو في تقريرها السنوي لعام 2002. استجابت بتعديل مالي، في محاولة لدعم المقتنيات الإعلامية أثناء بيع أسهم في شركاتها المنبثقة. وسط تدقيق إعلامي مكثف، تم استبدال رئيس مجلس إدارتها ومديرها التنفيذي، جان ماري ميسييه (الذي أشرف على المرحلة الأكثر دراماتيكية في تنويع الشركة)، بجان رينيه فورتو. أُدين ميسيير بتهمة الاختلاس في عام 2011، ولكن ليس قبل أن يتقاضى أكثر من 20 مليون دولار أمريكي كجزء من حزمة إنهاء الخدمة. خفضت الشركة حصتها في بيئة فيفاندي إلى 40% وباعت حصتها في فينشي. ثم بدأت الشركة في إعادة التنظيم لدرء الإفلاس، معلنة عن إستراتيجية لبيع الأصول غير الاستراتيجية. كان أكبر مساهم منفرد هو عائلة إدغار برونفمان جونيور، الذي كان رئيسًا لشركة سيجرام في وقت الاندماج. باعت فيفاندي حصتها في فيزافي إلى فودافون، باستثناء فيزافي أستراليا. كما باعت 20.4% من رأس مال بيئة فيفاندي لمجموعة من المستثمرين، وحصتها في شركة إيكوستار للاتصالات في أمريكا الشمالية. كما باعت منشوراتها الأوروبية للكتاب إلى لاجاردير. كما باعت شركة هوتون ميفلين إلى كونسورتيوم توماس إتش لي وبلاكستون وباين مقابل 1.66 مليار دولار أمريكي. أيضًا، في عام 2002، باعت فيفاندي العالمية الأنشطة البلجيكية والهولندية لشركتها الفرعية سكوتر أوروبا إلى كابيتول، الشركة الأم للدليل عبر الإنترنت إنفوبل.
في عام 2003، باعت قناة فيفاندي العالمية + التقنيات لشركة طومسون، تيلي+ إلى نيوز كوربوريشن وتيليكوم إيطاليا. كما باعت حصتها البالغة 26.3% في كسفيرا. وفي عام 2003 أيضًا، باعت مجلاتها الاستهلاكية إلى سوكبريس وصحفها المجانية إلى جزر الأنتيل الفرنسية. في 1 ديسمبر، أغلقت فيفاندي العالمية صفقة لبيع إم بي3.كوم إلى سي نت. على الرغم من التوقعات بأنها لن تتمكن من جمع السيولة المطلوبة، اشترت فيفاندي العالمية أحد المساهمين الأقلية في سيجيتيل، مما رفع حصتها إلى 60 في المائة، مع احتفاظ فودافون بنسبة 40 في المائة المتبقية. نظرت الإدارة إلى شركة الاتصالات المتنقلة كأصل أساسي بمجرد بيع الجزء الأكبر من أصول الوسائط.

### المزيد من عمليات الاستحواذ والاندماج والتصفية
في عام 2004، تم بيع 80% من شركة فيفاندي العالمية التابعة لشركة جنرال إلكتريك، لتشكيل إن بي سي العالمية، مع احتفاظ فيفاندي بحصة 20%. في الوقت نفسه، باعت 50% من أسهم كانال+ وستوديو كندال إلى الشركة الجديدة. باعت فيفاندي أيضًا حصصها في كينسيل (المعاد تسميتها سيلتيل، كينيا)، موناكو تيليكوم وسبورت فايف (التي تملكها من خلال كانال+ جروب)، وباعت نيوزوورلد الدولية للشراكة التجارية مع جويل هايت ونائب رئيس الولايات المتحدة السابق آل جور فيفاندي أيضًا استوديو استوديو بابلسبيرغ.
في 16 ديسمبر 2005، أُعلن أن كانال بلس ستندمج مع الفضائيات، ثاني أكبر مزود تلفزيون مدفوع في فرنسا. إذا تمت الموافقة على الاندماج بقيمة 5 مليارات يورو (5.9 مليار دولار أمريكي، 3.4 مليار جنيه إسترليني)، فستمتلك VU 85% من الكيان المشترك.[بحاجة لتحديث]

شعار فيفاندي يونيفرسال من 2000 إلى 2006.

في 17 يناير 2006، أعلنت فيفاندي العالمية أنها ستنهي برنامج إيصالات الإيداع الأمريكية وإدراجها في بورصة نيويورك بحلول نهاية الربع الثاني من عام 2006، بسبب انخفاض حجم التداول على أسهمها وارتفاع التكاليف.
في 20 أبريل 2006، ظهرت فيفاندي بشكلها الحالي إلى حيز الوجود، بعد بيع حصة 80% في وحدة فيفاندي العالمية إلى جنرال إلكتريك لتشكيل إن بي سي العالمية (دمج وحدة إن بي سي فيفاندي وحدة فيفاندي
العالمية) والانتعاش التدريجي لالشركة من التوسع المفرط الكارثي في أواخر التسعينيات وأوائل العقد الأول من القرن الحادي والعشرين. وأعلنت الشركة أن المساهمين وافقوا على تغيير الاسم إلى «فيفاندي».
في أغسطس 2006، وقعت فيفاندي صفقة مع سبيرال فروغ لتوزيع أغاني فيفاندي عبر الإنترنت في الولايات المتحدة وكندا. في 8 سبتمبر، أعلنت الشركة أن سييرا إنترتينمنت ستنشر اللعبة الجديدة لدبل فاين للإنتاج، والتي تم الكشف عنها لاحقًا على أنها أسطورة وحشية.
في 2 ديسمبر 2007، أعلنت فيفاندي أنها ستدمج وحدة نشر الألعاب الخاصة بها مع أكتيفجن في صفقة قيمتها 18.8 مليار دولار. سيسمح ذلك للشركة المدمجة، أكتيفجن بليزارد، بمنافسة إلكترونيك آرتس، أكبر ناشر لألعاب الفيديو في العالم. وأغلق الاندماج في 9 يوليو 2008 مقابل 9.8 مليار دولار. تمتلك فيفاندي حصة أغلبية 52% في الأعمال الجديدة.
في 8 سبتمبر 2009، أعلنت فيفاندي عن مفاوضات لشراء شركة الهاتف البرازيلية القرية العالمية للاتصالات. سيطر فيفاندي على القرية العالمية للاتصالات بتكلفة 56 ريالا للسهم، في 13 نوفمبر، متغلبًا على عرض تليفونيكا.
في 3 ديسمبر 2009 ، أعلنت جنرال إلكتريك أنها ستشتري حصة فيفاندي في إن بي سي العالمية، والتي ستصبح مشروعًا مشتركًا بين جنرال إلكتريك وكومكاست. باعت فيفاندي حصتها في إن بي سي العالمية في 25 يناير 2011.
في 4 أبريل 2011، باعت فودافون حصتها البالغة 44% في مزود خدمة الهاتف المحمول الشركة الفرنسية للاتصالات إلى فيفاندي مقابل حوالي 11 مليار دولار ومنح فيفاندي السيطرة الكاملة على أكبر وحدتها.
في عام 2012، أعلنت فيفاندي أنها دخلت في مراجعة إستراتيجية لأصولها وقررت إعادة تركيز أنشطتها على أنشطة الوسائط والمحتوى مع تعظيم أصول الاتصالات لديها.
في 25 يوليو 2013، أعلنت شركة فيفاندي الأصول أكتيفجن بليزارد عن شراء 429 مليون سهم من فيفاندي مقابل 5.83 مليار دولار، مما أدى إلى انخفاض المساهمين من 63% إلى 11.8% بنهاية الصفقة في سبتمبر، منهيا ملكية فيفاندي للأغلبية في أكتيفجن بليزارد.
في نوفمبر 2013، باعت فيفاندي أيضًا حصتها البالغة 53% في اتصالات المغرب إلى اتصالات ومقرها دبي مقابل 4.2 مليار دولار.
أكدت فيفاندي أيضًا في نوفمبر 2013 عزمها على إطلاق خطة الفصل التي ستؤدي إلى أن تصبح فيفاندي مجموعة إعلامية دولية تتكون أساسًا من كانال+ ومجموعة يونيفرسال ميوزيك والقرية العالمية للاتصالات، بينما سيتم إدراج الشركة الفرنسية للاتصالات بشكل منفصل في سوق الأوراق المالية. نتيجة لما سبق، فإن نتائج مجموعة فيفاندي للفصل الدراسي الأول 2014 تشهد نموًا قويًا، حيث تشهد نجاح إستراتيجيتها في إعادة التموضع. ارتفع صافي الدخل بنسبة 84.8% إلى 1.9 مليار يورو. في أغسطس 2014 قامت فيفاندي ببيع القرية العالمية للاتصالات إلى تليفونيكا برازيل، وهي شركة تابعة لشركة تليفونيكا في البرازيل.
سمحت هذه التحركات لشركة فيفاندي بتسديد الديون بسرعة وزيادة العوائد النقدية للمساهمين مع تركها بالذخيرة للقيام بعمليات الاستحواذ الخاصة بها. في الواقع، بمجرد إغلاق صفقة الشركة الفرنسية للاتصالات، سيكون لدى فيفاندي كومة نقدية تبلغ حوالي 5 مليارات يورو، مما يترك لها مجالًا للمناورة حتى بعد أن تسدد الديون وتعيد ما يقرب من 5 مليارات يورو في شكل أرباح الأسهم وإعادة شراء الأسهم للمساهمين.
أولوية فيفاندي الآن هي المحتوى. ومن المتوقع أن توسع المجموعة الفرنسية أصولها في صناعات المحتوى في العام المقبل.
في عام 2014، قررت فيفاندي بيع شركات الهاتف المحمول الشركة الفرنسية للاتصالات (فرنسا) لشركة باتريك دراحي، ألتيس، والقرية العالمية للاتصالات (البرازيل) إلى شركة تليفونيكا برازيل البرازيلية.
في 28 مايو 2014، باعت فيفاندي نصف أسهمها المتبقية (ما يقرب من 41.5 مليون سهم) في أكتيفجن بليزارد مقابل 850 مليون دولار، مما خفض حصتها إلى 6%.
في أبريل 2015، أُعلن أن أحد المساهمين في شركة بولوري رفع حصته من 10.2 بالمائة إلى 12.01 بالمائة مقابل رسوم إجمالية قدرها 568 مليون يورو.
في عام 2015، اشترت فيفاندي حصة 80% في ديليموشن. وفقًا لصحيفة وول ستريت جورنال، «عرضت مجموعة وسائل الإعلام الفرنسية حوالي 273 مليون دولار لخدمة البث المباشر». تجري فيفاندي محادثات مع أورنج لشراء حصة 80% في ديليموشن. كما أعلنت فيفاندي عن دفعات إضافية في حل وسط مع مساهم شوينفيلد لإدارة الأصول.
تم الكشف في أكتوبر 2015 أن فيفاندي ستزيد حصتها في تيليكوم إيطاليا إلى حوالي 19% من رأس المال العادي كجزء من أهدافها لزيادة نفوذها في المجموعة. اعتبارًا من مايو 2017، تمتلك فيفاندي 24.6% من الشركة مع الرئيس التنفيذي لشركة فيفاندي أرنو دي بويفونتين الذي أصبح الرئيس التنفيذي لشركة تيليكوم إيطاليا.
في أكتوبر 2015، اشترت فيفاندي حصص أقلية في استوديوهات ألعاب الفيديو الفرنسية غيم لوفت ويوبي سوفت. في 17 ديسمبر 2015، استحوذت فيفاندي على حصة أغلبية 64.4% في مجمع الراديو عبر الإنترنت البلجيكي شق الإشعاع (بما في ذلك منصة مشغل الوسائط وين أمب وبرنامج البث الإذاعي عبر الإنترنت صيحة). ومع ذلك، احتفظ مساهموها، بمن فيهم موظفوها وشركة الاستثمار يونيون سكوير فينتشرز التي تتخذ من الولايات المتحدة مقراً لها، بحصصهم في الشركة.
في يونيو 2016، بعد أن أطلقت عرضًا إلزاميًا للمناقصة في فبراير 2016 من خلال الوصول إلى نسبة 30% من الملكية، ثم أصبحت أكبر مساهم فيها، أكملت فيفاندي عملية استحواذ عدائية على جيم لوفت من خلال الاستحواذ على حصة مؤسسيها. في الوقت نفسه زادت فيفاندي أيضًا من حصتها في يوبيسوفت، مما أدى إلى قلق إدارة الشركة من أن فيفاندي كانت تخطط أيضًا للاستحواذ العدائي على يوبيسوفت، ولكن اعتبارًا من 2018 لم تعد فيفاندي في وضع يمكنها من القيام بذلك.
بدأت فيفاندي (التي كانت مالكة بليزارد، لاحقًا أكتيفجن بليزارد)، بالبحث عن ملكية ناشر ألعاب جديدة في الاستثمار في كل من يوبيسوفت وجيم لوفت. ينظر الإخوة المسؤولون عن يوبيسوفت وجيم لوفت وإيف غيليموت وميشيل جيليموت على التوالي، إلى الاستثمارات على أنها محاولة استحواذ عدائية، ويقومون بجمع رأس المال من داخل العائلة ومن المستثمرين الكنديين للحفاظ على السيطرة على الشركات. اعتبارًا من 8 يونيو 2016، استحوذت فيفاندي على حصة مسيطرة في جيم لوفت. في الأخبار من 11 سبتمبر 2016، من المقرر أن يشتري إيف غيليموت 3.5% إضافية من أسهم يوبيسوفت لرفع حصته إلى 12.5% لمحاولة منع الاستحواذ من فيفاندي. كان إيف يحاول الضغط على المساهمين الآخرين لمنعهم من بيع أسهمهم إلى فيفاندي. اعتبارًا من 20 مارس 2018، باعت فيفاندي جميع أسهمها في يوبيسوفت واشترت تينسيت مكانها.
في مزاد أقيم في 6 يونيو، فازت فيفاندي بمناقصة للاستحواذ على فلافورز من لايف ستايل مقابل 4 ملايين دولار. في ذلك الشهر أيضًا، استحوذت على بادينجتون وشركاه المحدودة المالكة لشركة بادينغتون بير وغيرها من الممتلكات، ومجموعة حقوق التأليف والنشر.
أعلنت فيفاندي أنها تملك 12.3% من ميدياست في ديسمبر 2016. في سبتمبر 2020، تمتلك فيفاندي 28.8% من ميدياست. في كانون الثاني 2019، أكملت فيفاندي استحواذها على شركة إيديتس، إحدى دور نشر الكتب الرئيسية في فرنسا، بقيمة 900 مليون يورو.
في نهاية الربع الأول من عام 2020، أكملت فيفاندي بيعًا جزئيًا لمجموعة مجموعة يونيفرسال الموسيقية إلى كونسورتيوم بقيادة تينسنت، وهي تكتل إعلامي صيني. تبلغ حصة أكبر مجموعة شركات تسجيل في العالم والتي تم بيعها إلى الكونسورتيوم 10% وبلغ تقييمها 3.3 مليار دولار. احتفظ الكونسورتيوم الذي تقوده شركة تينسنت بخيار شراء 10% أخرى بنفس التقييم حتى كانون الثاني 2021، والذي اختاروا ممارسته في كانون الأول 2020. يقال أيضًا أن فيفاندي تتطلع إلى الاكتتاب العام للمجموعة الموسيقية بحلول عام 2023 على أبعد تقدير.
في أبريل 2020، اشترت فيفاندي حصة 10.6% في مجموعة لاجاردير، وهي مجموعة إعلامية فرنسية أخرى. تم الاستثمار في الوقت الذي واجهت فيه لاجاردير، التي تشمل أصولها ثالث أكبر ناشر كتاب في العالم هاشيت، هجمات من مجموعة من المستثمرين النشطاء الشرسين والممولين جيدًا، وبعد عام من إكمال فيفاندي استحواذها على إيديتس، ناشر الكتاب المحلي الأصغر. بحلول أغسطس، ضاعفت فيفاندي حصتها في لاجاردير إلى 23.5%، لتصبح أكبر مساهم في المجموعة المنافسة.
في ديسمبر 2020، أعلنت فيفاندي عن صفقة لشراء مجموعة وسائل الإعلام الفرنسية بريزما ميديا من شركة بيرتلسمان. في يناير 2021، اشترت فيفاندي حصة 7,6% في شركة بريسا الإعلامية الإسبانية العملاقة.

## حوكمة الشركات
اعتبارًا من 31 ديسمبر 2018، أصبحت ملكية فيفاندي كما يلي:
- بولوري (26.28%).
- بلاك روك (3.68%).
- سوسيتيه جنرال (4.64%).
- فيفاندي (2.44%).
- ودائع الصندوق والشحن (2.96%).
- مساهمون آخرون (56.49٪).

### منصة الاشراف
اعتبارًا من 16 مايو 2020، يتكون مجلس الإدارة على النحو التالي:
- يانيك بولوري (رئيس مجلس الإدارة)، رئيس مجلس الإدارة والرئيس التنفيذي لشركة هافاس.
- فيليب بناسين، رئيس مجلس الإدارة والرئيس التنفيذي لشركة Interparfums.
- سيريل بولور، رئيس مجلس الإدارة والرئيس التنفيذي لشركة بولوري.
- باولو كاردوسو، أمين صندوق قناة كانال+.
- لوران داسو، العضو المنتدب المشارك لمجموعة داسو.
- دومينيك ديلبورت، المدير التنفيذي السابق في إم 6 وكانال+ وهافاس.
- فيرونيك دريوت أرجنتين، المدير التنفيذي في فيفيندي إتش آر.
- أليزا جابس، رئيسة نوكس.
- كاثيا لوسون هول، تنفيذية في سوسيتيه جنرال.
- ساندرين لو بيهان، تنفيذية قانونية في فيفيندي.
- ميشيل ريزر، مخرجة أفلام ومفوضة ثقافية.
- كاتي ستانتون، مديرة تنفيذية سابقة في تويتر وجوجل وياهو.

## وحدات العمل
فيفاندي هي شركة تركز بشكل أساسي على الترفيه الرقمي. تمتلك القناة التلفزيونية الفرنسية ومنتج الأفلام كانال+ جروب، بالإضافة إلى مجموعة يونيفرسال الموسيقية الرائدة عالميًا وناشر الكتب إيديتس وشركة الاتصالات مجموعة هافاس وشركة ألعاب الفيديو جيم لوفت وخدمة استضافة الفيديو ديليموشن.
يهدف رئيس فيفيندي فينسينت بولوريه، المعين في يونيو 2014، إلى تطوير أوجه التآزر بين الشركات التابعة للشركة التي أعيد تركيزها الآن على وسائل الإعلام: Canal + جروب ومجموعة يونيفرسال الموسيقية وقرية فيفيندي وديليموشن وجيم لوفت.

### كانال+جروب
كانال+جروب هي مجموعة تلفزيونية مدفوعة رائدة في فرنسا. وهي أيضًا منتج وموزع عالمي للأفلام والمسلسلات التلفزيونية مع ستوديو كندال. في نوفمبر 2013، أصبحت فيفاندي المالك الحصري لأكبر شركة تلفزيونية مدفوعة في فرنسا.

### مجموعة يونيفرسال الموسيقية
تعتبر مجموعة يونيفرسال الموسيقية إحدى أكبر ثلاث شركات تسجيل إلى جانب شركة سوني ميوزيك ومجموعة وارنر ميوزيك.

### مجموعة هافاس
تعد مجموعة هافاس واحدة من أكبر مجموعات الإعلانات والاتصالات العالمية في العالم. منذ أكتوبر 2017، تمتلك فيفاندي 94.75% من رأس مال هافاس.

### جيم لوفت
في يوليو 2016، أكملت فيفاندي استحواذها على جيم لوفت، أكبر ناشر للألعاب المحمولة في العالم من حيث التنزيلات. ذكرت جيم لوفت أن ألعابها قد جمعت أكثر من مليار عملية تنزيل في عام 2016.

### إيديتس
تمتلك فيفاندي الناشر الفرنسي إيديتس، الذي استحوذت عليه في يناير 2019 مقابل 900 مليون يورو. إيديتس هي واحدة من أكبر الناشرين في فرنسا.

### قرية فيفاندي
تضم قرية فيفاندي مجموعة من الشركات الصغيرة النشطة في مجال الترفيه الرقمي والحي.
يتألف تذاكر فيفاندي من شركات بيع التذاكر سي تيكيتس في المملكة المتحدة والولايات المتحدة، بالإضافة إلى مجموعة Digitick في فرنسا. تتخصص كلا الشركتين في تجارة التجزئة وتوزيع التذاكر للترفيه الحي والفعاليات الرياضية والثقافية، بالإضافة إلى توفير منصات تشغيل للأماكن لتشغيل خدمات التذاكر الخاصة بهم. تقوم فيفاندي بإصدار أكثر من 40 مليون تذكرة سنويًا. تعمل الشركة أيضًا كمزود خدمة داخلي لأعمال فيفاندي الأخرى ولا سيما مجموعة يونيفرسال الموسيقية حيث تُباع التذاكر لفناني المجموعة وبالنيابة عنهم.[بحاجة لمصدر]
يقدم MyBestPro استشارات الخبراء في مجالات مختلفة (ونغو والمواعيد الطبية وعمل قانوني وبورداس وDevispresto).
واتشيفير هي خدمة اشتراك بالفيديو عند الطلب متوفرة في ألمانيا.
تمتلك قرية فيفاندي أيضًا مكان الحفلات الموسيقية في باريس أولمبيا.
في عام 2015، أعلنت فيفاندي أنها ستفتح عشرة أماكن للعروض الحية في وسط وغرب أفريقيا. . سيتم تسمية هذه الأماكن باسم قناة أولمبيا، وستكون بمثابة قاعات للحفلات الموسيقية ومسارح وغرف عرض.

### ديلي موشن
في عام 2015، اشترت فيفاندي حصة 80% في ديليموشن من مالكها السابق، شركة أورنج.
أعلنت فيفاندي أنها رفعت هذه الحصة إلى 90% في سبتمبر 2015.

### استثمارات الأسهم
- تيليكوم إيطاليا (23.94%).
- بانيجي جروب (32.9%).
- لاغاردير (23.5%).
- ميدياست (28.8%).

## روابط خارجية
- فيفاندي على موقع الموسوعة البريطانية (الإنجليزية)